# Playlist (Cristiano Malgioglio)
Playlist è una raccolta di Cristiano Malgioglio pubblicato nel 2016 da Rhino Records.

## Tracce
1. L'importante è finire
2. Cocktail d'amore
3. A parte il fatto
4. Testardo io
5. L'angelo azzurro
6. Io per amarti
7. Frammenti
8. Ultima nostalgia (Lady, Lady, Lady)
9. Ancora ancora ancora
10. Ho fatto l'amore con me
11. Forte forte forte
12. Non mi basta più
13. Siamo così